# ドンケツ
『ドンケツ』は、たーしによる日本の漫画作品。『ヤングキング』（少年画報社）にて2011年10号より2019年2号まで第一部が連載された。『ドンケツ 第2章』が同誌にて2019年13号から2023年21号まで連載され、休載を経て『ヤングキングBULL』（同）に移籍して2024年2号より連載されている。
2013年、『ドンケツ外伝』が『ヤングキング』の増刊である『ヤングキングGIRI』（同）に掲載され、同じく増刊である『ヤングキングBLACK』の掲載を経て、『ヤングキングBULL』（同）にて2019年3月号より毎号連載された。その後、同誌2023年11月号に掲載。
『ドンケツ』を原作としたスピンオフ『ビリケツ』が『ヤングキングBULL』（同）にて2020年7月号より2021年7月号まで連載された。作者は染春。
2025年3月時点でシリーズ累計部数が900万部を突破している。

## あらすじ
北九州最大の極道組織月輪会、その中でも武闘派で鳴らす孤月組で最強と恐れられるヤクザ沢田マサトシ。
彼は20年前に敵対組織の事務所にロケットランチャーをぶちこんで以来「ロケマサ（ロケットランチャーのマサ）」の異名で恐れられるも、堅気・ヤクザ問わず腕力に物を言わせて金をタカり、上役にも平気で喧嘩を売るなど問題ばかり起こす傍若無人な性格が災いし、40代後半になっても出世の見込みがないどんけつヤクザであった。
ある日、喧嘩の種にと（結果的に）少年・内村タツオの命を救った事から、タツオに一方的に憧れられ、舎弟志望として押しかけられるようになる。
当初はタツオを拒絶し、一度は失望して縁を切ろうとしたマサだったが、タツオが根性を見せた事と彼の親がロクデナシである事を知り、思うところがあったマサの提案により、二人は舎弟ではなく親子の盃を交わすこととなる。
その後、掟破りを重ねた事でマサは教育として風紀委員長である野口の管理下に置かれるが、野口は近年急激に頭角を現す十五夜組を何か企みがあると怪しんでおり、それの内情をマサに探らせようとする。
時を同じくして、タツオはかつて敵対していた薬物売りの少年レオに助けを求められ、彼が後ろ盾であった十五夜組に口封じされそうになった事を知る。
月輪会は薬物厳禁であり、それを知ったマサは勇んで十五夜組に乗り込むも、あと一歩のところで証拠を握りつぶされてしまう。卑劣なやり方に激怒したマサは十五夜組の悪事を暴くべく孤月組を巻き込んでチンピラ狩りを行うが、今度は十五夜組の後ろ盾である月暈組がそのやり方に反発し、孤月vs月暈の抗争へと発展してしまう。
月輪会最大の武闘派である月暈組を相手に孤月組はマサを筆頭に総出で奮闘し、抗争は孤月組有利のうちに終結する。しかし月暈組組長・野江谷は、負けた上に手打ちの条件として月輪会次期会長の座をチラつかされた事で、プライドを刺激され逆に反発。水面下で月輪会を潰すべく十五夜組に指示を出す。
やがて野江谷が反撃の準備を整えると、十五夜組の謀略が始動。月輪会を名乗る悪党を扇動し、月輪会を潰したい警察を利用して月輪会会長・宮本を逮捕へと追い込む。圧倒的カリスマである宮本が消えたことで、野江谷は傘下の組を率いて月輪会を堂々と脱会。月輪会は十五夜組の狙い通り分裂・弱体化してしまった。
野江谷は配下を使って月輪会へ攻撃を仕掛けるが、月輪会側は警察の監視により野江谷らに報復することもできずにいた。
これを見かねたマサの旧友にして華月組組長・村松は、信頼できる者達だけであえて月輪会を脱会し、野江谷らに対抗する事を提案。この策で脱会した孤月・華月・朔組は月のはぐれ者を称した。
抗争は月輪会と月暈組、はぐれ者達の三つ巴の戦いへと突入する。

## 登場人物

### 主要人物

#### ロケマサ組（仮）
ロケマサ、タツオ、時定、レオ、桃で構成される。
沢田政寿（さわだ まさとし）
本作の主人公。五代目月輪会 二代目孤月組組員。物語開始時で45歳。20年前に関西天豪会の事務所にRPG-7をぶちこんでから、「ロケマサ」の通称で呼ばれている。
短髪で強面、筋骨隆々な体格の持ち主。背中に”極”一文字の刺青を入れている。服装は常に黒のワイシャツとスラックス、エナメルの靴にコブラの革のベルト、金の極太ネックレスを身につけ、服は特注で同じものを複数所持している様子。
人間離れした腕力・瞬発力・タフネスを持ち合わせ、喧嘩ではタイマン・一対多を問わず作中無敗の強さを誇る。自身もその強さに絶対の自信を持ち「年々強くなっているから今が最強」「最強であるために常に鍛えている」と語る。しかし、性格は最悪の一言に尽き、上下関係や礼儀に厳しいヤクザでありながら、相手が上役であろうと一般市民であろうとも傍若無人な振る舞いが目立つ。揉め事を常に探しており、強引に介入しては金を巻き上げて生計を立てているようで、桃に自身のシノギを「恐喝一本」と語り呆れられている。短気で横暴、おまけに地獄耳で言われた悪口を全て記憶している上、相手が考えている事を何故か言い当ててしまう（サイキック扱いされる事も）厄介さに加え腕っ節の強さから誰も手が出せないため、基本的には周囲から腫れ物扱いされているが、宮本や村松などマサのヤクザらしい暴れっぷりを面白がるファンも多くいる。また、身内や友人を大切にする一面もあり、普段は雑に扱っていても彼らが危機に陥った際は自身の不利も顧みず助けようとする男気を見せる事もある。弱点らしい弱点は無いが、ゲームの腕前はタツオ曰く「こんなに下手な人初めて見た」とのこと。女っ気がないと思われがちだが、実はバツ4。愛車はかつて渡瀬から譲り受けたトヨタ・センチュリーで、雑に扱うことも多いが大切にしている。
出自は長らく不明だったが、『外伝』で世捨て人の父親によって山奥で育てられたらしく、父親の死後に山を降りるまで文明を知らなかった模様。当時から大人顔負けの体格と圧倒的な強さで、小学生でありながら中学校を支配しており、喫煙や車の運転もしていたことが判明した。なお、母親のことは「全く分からない」とのこと。その後、10代後半で孤月組に入ったと思われる。
作者いわく、ロケマサのモチーフになったキャラクターは『じゃりン子チエ』のテツ。2021年、『川島・山内のマンガ沼』にゲスト出演した際に発言している。
内村タツオ（うちむら タツオ）
ロケマサの子分。元はフリーのマリファナの売人で、弦月組に捕まっていた所をマサに助けられ、それ以降彼を慕うようになる。マサからは当初こそ邪険に思われていたものの、兄貴分だった努の面影を持っていることや彼の生い立ち（人間として最悪な父親と事勿れ主義の母親のもとで育ったこと）を知ったことがきっかけで親子の盃を交わした。元々は卑屈な性格で気も弱く、喧嘩も中学生のカズと鉄太に負けるレベルだったが、マサのもとでヤクザの世界に身を投じていったことで心身共に成長していく。ただし、マサは生涯のヤクザではなく、いつかカタギに戻るべきと考えている様子。時定とレオ曰く「特に取り柄もなく声も変」とのことだが、ゲームは上手い。
時定卓也（ときさだ たくや）
ロケマサの子分2。タツオ、レオとは同学年で、この世代では有名な不良だった。背も高く腕っ節も3人の中で1番強い。意外にも読書が趣味のため博識な一面を見せ、飲酒運転を固く拒むなど常識的な性格。元々は弦月組の見習いだったが、弦月組組長の小田に焚き付けられてロケマサを暗殺しようとするもタツオの妨害で失敗。マサに完膚なきまで叩き潰され、小田からも見捨てられて弦月組からも脱退させられた。この時、小田の器の小ささとマサや渡瀬のデカさを目の当たりにした事で「入る組を間違えた」と溢しロケマサに憧れるようになる。後に偶然タツオと再会し成り行きで十五夜組と揉めたことがきっかけでタツオと行動を共にするようになる。マサはタツオ以外と縁組しないと聞いていたため子分になる事は諦めていたが、桃がマサの舎弟になった事をきっかけにレオと共にロケマサの子分となった。
水川レオ（みずかわ レオ）
ロケマサの子分3。タツオ、時定と同学年の有名な不良で、かつてタツオをシメたことがあり、彼からは当初恐れられていた。元々は不良チーム「ライオン」のリーダーで、薬物を売り捌いていた。飴と鞭で仲間を支配し、場合によっては薬物にハマるよう仕向けて負債を持たせ悪事を働かせるなど冷酷な性格。作中ではカズと鉄太を飼い慣らそうとしたところに助けに入ったタツオと対立、彼を甘く見ていたもののロケマサのもとで鍛えられた喧嘩ぶりに手も足も出ず敗北した。その後、ケツ持ちの十五夜組に消されそうになったところをタツオと時定に助けられ、以降はタツオらとつるむようになる。その後、桃がロケマサの舎弟になったことをきっかけにロケマサ組に入ることとなる。ヤクザとなってからは不良時代の顔の広さを利用して上手く金を稼いでおり、3人の中ではある意味最もヤクザに向いている。可愛い幼馴染がおり、現在も交流がある。また、時定曰く「ものすごい美声の持ち主」で歌も上手く、『千の風になって』を歌って幽霊の力を弱めたことがある。
相場桃次郎（あいば ももじろう）
関東無双山一家 鷹十組組員で元々は白鷺組という老舗組織の組員だった。
かつて麻生と小田切に組を潰された過去を持ち、鷹十組の組員になった後に彼らの居場所を突き止めて北九州に訪れた。ソフト帽を被り、ヤクザとしてのファッションセンスも高い。細身の身体を活かした身軽さを持ち、ロケマサの攻撃をいなすなど実力も高い。同じく麻生、小田切と対立するロケマサの舎弟となり「兄ィ（あにぃ）」と呼ぶようになった。彼らへの復讐の他にタツオ達にヤクザとしての腹芸も仕込んでいくなど面倒見も良い性格だが、相手を躊躇なく撃ち抜く非情さも併せ持っている。
月輪会分裂騒動の黒幕で白鷺組の仇でもある麻生と小田切を抗争の末に殺害することに成功し、自身の目的を果たすことができた。しかし、目的を果たしたことで空っぽになっていくことを恐れ、ロケマサ組をしばらく離れることを決意する。この決断にロケマサは激怒し、破門を言い渡されるも互いの本心をぶつけ合い、最終的には旅立ちを許可された。

### 二代目孤月組
ロケマサが所属する組で月輪会の直参団体。ロケマサを始め腕っ節の強い組員が多く在籍しており、数は少ないものの月輪会でも一、二を争うほどの武闘派組織。
渡瀬大志（わたせ たいし）
五代目月輪会 直参 二代目孤月組組長。
野口曰く「誰もが認める器量持ち」で彼の後釜と目されているが、いつも組員達（特にロケマサとチャカシン）が不祥事を起こすため執行部に中々入れず、本人も子分と上役の間で板挟みになって気苦労が絶えない。現在は多少丸くなったらしいが、孤月組の組長らしく根本的には武闘派。後に月輪会を抜けた月暈組や十五夜組を中心とする「野江谷派」と対決する際に朔組、華月組と共に月輪会を抜け、「月のはぐれ者」として三つ巴の抗争に発展していく。抗争ではロケマサ達を率いてはぐれ者の実力行使担当として活躍し、客分として参加してくれたゲンコや速水にも感謝を述べた。抗争後は月輪組に復帰するように持ちかけられるも子分達の意を汲んだ結果、復帰を辞退して孤月組を独立組織として存続させることを決意する。その際に宮本に盃を返そうとするも「心までは離れていない」と諭され、関係を続けている。
『外伝』では若くして孤月組の二代目を襲名したことで内外から反発があって苦労していたが、ロケマサ達を率いるには型にはまった組長になってはいけないと感じ、今の孤月組を築き上げた。また、若い時は「ストライクズ」というバイカーチームを率いており、この頃から宮本とは顔馴染みだった。
金田寛乙（かねだ ひろと）
二代目孤月組若頭。
サングラスと額の「く」の字の傷跡が特徴で、通称”くの字のヒロト”。武闘派の孤月組の中では唯一の常識人で荒くれ者揃いの組を実質的にまとめている。常識的な性格だが、根本的には孤月組に恥じない武闘派な性格で喧嘩の実力も高い。また、付き人のタローには優しい一面も見せる。既婚者。初期は「ひろつぐ」という表記もされていた。
『外伝』では幼少時に母親とその彼氏のヤクザから日常的に虐待を受けていたことが判明し、額の傷もその時に出来たもの。当時孤月組の幹部だった渡瀬に救われ、その後は祖母に引き取られて札付きのワルとなっていたが渡瀬と再会し、喧嘩で完敗したことで孤月組に入った。孤月組加入後は当時の若頭だった小林の付き人となり、額の傷をコンプレックスと感じていたが、彼から傷跡を活かす生き方を教えられたことと、現在も着用しているサングラスを渡され、小林の引退に伴って若頭に就任した。
山倉慎之助（やまくら しんのすけ）
二代目孤月組組員。
怒るとすぐに銃を発砲することから通称「チャカシン」。ロケマサの同級生でカズと鉄太に「ロケマサの倍は絡みにくい」と言われるほどの性格の持ち主。長髪と無精髭が特徴。ロケマサと同じくらい傍若無人な振る舞いが目立ち、初登場時は刑務所に収監されていた。普段はロケマサのことを「マサ」と呼ぶが「クソマサ」と呼ぶこともあり、喧嘩が絶えないものの何だかんだで気は合う模様。ロケマサより一回り小柄で体格も細身だが、孤月組では彼に次いで喧嘩が強く、金的や目潰しなども躊躇なく使用する。性格の悪さと負けん気はロケマサ以上で、ゲンコなどにも物怖じしない。
『外伝』ではたまたま食べたクリームパンを気に入ってその店に通っているうちに若い店員に惚れてしまい親交を持つようになるも、彼女がかつて都会で薬物や借金に溺れ、裏の世界から逃げてきたことを知り、敢えて彼女を突き放した。なお、彼女を追ってきた借金取り達には全員制裁を与えた。また、ロケマサ曰く「クソみたいな所」で育ったらしく、小柄ながらも彼と同じく小学生でありながら中学校を支配していた。この時に初めてロケマサと喧嘩をして敗北したが、その喧嘩スタイルは彼に初めて冷や汗をかかせ、次の日には拳銃を持って仕返しに来たことが語られた。
岩木史郎（いわき しろう）
二代目孤月組組員。
シンと行動を共にすることが多く、複数人を相手取って倒すなど孤月組らしい強さを持つ。
『外伝』ではかつて建設会社「岩木組」を率いて愚連隊のような活動もしており、月輪会も敵に回していたがシンに完膚なきまでに叩き潰され、彼を「悪魔」と恐れるようになった。孤月組加入後は歳下の金田が気に食わず戦うも敗北し、彼の器量を認めて下についた。なお、引き続き建設業に従事している岩木組のメンバーとは現在も仲が良い模様。
南原竜一（なんばら りゅういち）堀内孝雄（ほりうち たかお）
共に二代目孤月組組員。
互いに同級生。南原は外部にも知られる実力者で、タカオは速水の舎弟をあっさりと下すなどロケマサにも認められる実力の持ち主。南原は後に槙原と共に月暈組の暗殺部隊を殺したが、子供の頃からの先輩だった金田は複雑な心境を見せた。
『外伝』では金田に憧れて不良となり、悪さの末に少年院に収監されていたことが判明した。金田はそんな彼らを更生させようとしていたが、月見組の組員と揉めた際に金田が庇ってくれたことがきっかけでヤクザの世界に手引きされた。
菅井幹太（カン）戸川秀作（シュウ）
共に二代目孤月組組員。
福田太郎（ふくだ たろう）
孤月組見習いで金田の付き人。
周りからは「タロー」と呼ばれる。タツオ達と年齢が近いため、彼らとは仲が良い。また、孤月組組員達からも可愛がられている。両親からは勘当されている模様。
槙原行雄（まきはら ゆきお）
二代目孤月組の裏の飼い犬で諜報活動や暗殺を手掛ける老人。
ホームレスのような汚い身なりをしているが、タブレットなど最新機器を扱うハイテクな一面もある。孤月組の戦闘力を裏で支えているほか、渡瀬には過剰なほどの忠誠心を示しており、彼のためなら命令以上のこともする。冷酷非情な性格で他人を殺すことに一切の躊躇がなく、時には必要以上の行動もするため渡瀬からは自重するように言われることもある。ロケマサ達には腰が低いものの彼らからは「クソヨゴレ」と呼ばれている。
抗争では大路や後藤田を始めとする野江谷派の幹部達の動向を探ったり殺害するなどしており、旧十五夜組の調査も行っていた。しかし、杉田丈二に早い段階から警戒されており、それに気づかずにドム達を深追いした結果捕まってしまう。ロケマサ達とドム達の乱闘に乗じて何とか脱出することに成功したが、自身の衰えや慢心を痛感した。その後は「最後の仕事」として淡口を殺害し、渡瀬に謝罪の言葉を口にした。渡瀬からは今までの忠義を感謝されて引退を勧められたが、必ず戻ると反論し、その執念は渡瀬を戦慄させた。
『外伝』によると本名は伊藤久史（いとう ひさし）といい、熊本で保険会社の調査員として働いていた過去が明かされている。しかし、多額の借金を抱えた末に会社の金を横領して指名手配を喰らって北九州へと逃げた末、前職での経験を活かしヤクザになるべく孤月組の門を叩いた。当初は渡瀬には相手にされず無理難題を突きつけられるも、彼が予想していた以上の成果を残し、槙原の戸籍を与えられて裏の飼い犬となった。なお、本物の槙原は既に亡くなっているとのこと。
加藤努（かとう つとむ）
元・二代目孤月組組員。
『本編』では存在のみ語られたロケマサとチャカシンのかつての兄貴分。現在は故人。周りによると喧嘩も弱く根性もなかったが、真っ直ぐな性格の持ち主でロケマサ達から慕われている。また、タツオにどことなく似ている。
『外伝』で本格的に登場し、ロケマサとチャカシンの教育係も務めていたことが判明した。上役に嫌われる彼らをいつも庇ってくれ、代わりに会費を払ったりロケマサのために指を詰めて渡瀬に土下座したこともある。本人曰く「喧嘩も弱く根性もない自分に初めて出来た舎弟だから可愛くて仕方がない」とのことで彼らはいずれ月輪会の顔になると信じていた。20代で不動産を営むなど商売も上手く、ロケマサ達に小遣いもあげていたが、間接的に天豪会を北九州に招いてしまい、苦悩していたところをロケマサがロケットランチャーを撃ち込んで追い払ってくれたことに感謝した。その後は娘が産まれたことで堅気になったが、その矢先にスキルス胃癌で亡くなったとのこと。ロケマサは現在も月命日に墓を訪れ、「後にも先にも心から『兄貴』と呼べるのは彼1人だけ」と語っている。
小林剣（こばやし けん）
『外伝』に登場した先代の二代目孤月組若頭。
ロケマサに勝利するほど（この時、ロケマサは孤月組組員達に痛めつけられた後だった）の実力の持ち主。子供が2人おり、ヤクザの自分がいると彼らの経歴に傷が付くとして離婚も考えていたが、妻が病気になってしまったことで彼女を支えるべく堅気になった。その際にロケマサに悪役を懇願し、わざと人前で手を出さずに痛めつけられる予定だった。しかし、途中で命の危険を感じたことで反撃しようとするも、手も足も出ずに完敗したため、彼を始めとする若い世代に孤月組を託すことが出来た。その後は漁師になり、現在でもロケマサ達とは多少の交流は続けている。
村雨（むらさめ）勅使河原（てしがわら）
『外伝』に登場した元・二代目孤月組組員。
ロケマサやチャカシンが人の名前を間違える時に使うギャグの元ネタ。外部にも知られる実力者だったが、若い世代に移り変わっていく孤月組に取り残されることを危惧した小林の願いで、ロケマサによって引導を渡された。現在は堅気となり、ロケマサとの再会時に喧嘩になって叩き潰され、尊敬していた小林を痛めつけた彼を憎んでいたが、楽しかった思い出もあると吐露し、これを聞いたロケマサは複雑な表情をしていた。
恒川（つねかわ）志村（しむら）
『外伝』に登場した元・二代目孤月組組員。
村雨、勅使河原と同じ理由でロケマサによって引導を渡された。

### 月輪会（がちりんかい）
北九州を縄張りとする極道組織。物語開始時で五代目。傘下の組はいずれも月の状態を表す単語(例 孤月組、月暈組など)、または月を連想させる単語(例 十五夜組、朔組など)を組の名前に冠している。
『外伝』では宮本がかつて所属していた月組という組織が天豪会の侵略を防ぐために中心となって周りの組をまとめ上げ、「月の下で輪になって団結する」という思いで月輪会と名付けられて結成された歴史が判明した。

#### 本家
宮本吉隆（みやもと よしたか）
五代目月輪会会長。
圧倒的なカリスマ性を持ち、月輪会の絶対的なトップとして君臨している。極道組織の長の割にはフランクな印象もあるが、会と任侠道を守るためなら冷酷になれる一面も兼ね備えている。野江谷からはカリスマ性と器量から「本物の男」と称され、「会長には勝てない」「あの人がいるだけで自分も無敵になった気がした」と言わしめ、若頭の安部山も彼に心酔している。現在でも野江谷の頭を掴んで叩きつけたり、投げ飛ばすなど腕力も高い。また、ロケマサやチャカシンに冷や汗をかかせるほどの気迫の持ち主でもある。後に十五夜組の策略で使用者責任や、その他の余罪を多数かけられて逮捕されたことにより、絶対的な柱を失った月輪会は”野江谷派”と”はぐれ者”による三つ巴の抗争に発展していく。
その後は長い間収監されていたが、麻生と小田切が遺した大量の覚醒剤を利用した村松と警察との交渉の末、抗争終結のキーマンとして釈放される。釈放後は本格的に月輪会の指揮を執って自ら地回りをすることで瞬く間に街の信頼をある程度回復するとともに不良達にも睨みを利かせ、会を脱退した者たちにも寛大な処分に留めることで野江谷を孤立させて徹底抗戦あるいは引退を迫る。抗争終結後は「侠客のみの組織に改革する」という信念で月輪会を「月輪組」と改め、組織の縮小及び組員の名簿も昔のように警察に提出することを決断して村松を若頭に迎え入れた。なお、復帰を辞退して盃を返そうとした渡瀬には「心までは離れていない」と制し、一定の距離は置いているものの関係は続けている。
『第2章』では月輪組組長として登場し、新たな犯罪集団である通称”いろんなヤツ”の実態調査及び排除を試みる。
『外伝』ではかつて月組という組織に属しており、天豪会の侵略から自分たちの土地を守るために兄貴分の協力を受けつつ周りの組の説得を主導する。兄貴分によると当時から人を惹きつける魅力があった模様。同世代の中では最も喧嘩が強く、野口、三船、安部山、野江谷、渡瀬を従わせ、北九州の組織をまとめることに成功した。後に当時の天豪会会長の妾の子供だったことが判明し、父親に直談判した結果「父親として何もしてやれなかった自分が子供の願いを聞く最初で最後の機会」として北九州への侵略を白紙にしたことで、自分たちの土地を守ることが出来た。事件解決後は月輪会を発足させ、組織人事も全て宮本が決めて「自分はまだ若いから五代目辺りで継承させてもらう」と主張し、月輪会の基盤を築き上げたことが語られた。なお、他の『外伝』のエピソードでも当時の月輪会の若頭として登場する。
名前だけではあるがモデルは作者の後輩のようだ。

#### 執行部 氷輪組
安部山敦（あべやま あつし）
五代目月輪会執行部 兼 若頭 直参 氷輪組組長。
かなり大柄な体格の持ち主で野江谷からは「かなり強い」と言われるなど喧嘩の実力は高いらしいが、一方で組織を率いる長としては彼に「お前がトップの月輪会なんて怖くない」と酷評され、大路や後藤田からも「脳ミソまで筋肉で出来たバカ」呼ばわりされている。宮本に恭順の姿勢を見せるとともに崇拝に近い域で尊敬しており、彼が引退したら自分も引退すると公言している。宮本が逮捕されてからは会長代行として組織を運営するも野江谷派とはぐれ者の離反を招いてしまう。その後も野江谷派に苦しめられ、地回りを強化するなど様々な対策を進めるも成果はあげられず、はぐれ者にも先手を打たれるなど抗争終結に苦戦する。宮本が釈放されてからは野江谷を孤立させるために月暈組若頭の串田を独断で殺害した。抗争終結後は若頭を自ら辞任したうえで指を詰めて宮本に自分の不甲斐なさを詫び、彼の付き人として残った。
『第2章』では月輪組組長付として登場し、幹部からは身を引いている。また、「エモい」という言葉を知っているなど意外な一面が判明した。
『外伝』では宮本のエピソードに登場し、門司区で「安部山組」という愚連隊を率いて暴れ回っていた。野口や三船からは「バケモノ」と称される強さを持っていたが、この時には既に宮本のことを慕って下についていた。それ故に宮本に無礼を働く人物には容赦せず、彼を「ヨッちゃん」呼ばわりした渡瀬に激怒し、喧嘩寸前になっていた。

#### 執行部 月暈組
200人を抱える大所帯で、月輪会の揉め事においては常に先頭に立ってきた随一の武闘派組織。「金看板」とも称される。
野江谷英一（のえだに えいいち）
五代目月輪会執行部 直参 月暈組組長。
月輪会の中でも随一の武闘派組織を率いており、本人も根っからの武闘派。野心が強い性格で当初は月輪会の六代目を狙っていたが、宮本からあっさりと跡目に指名されたことで「宮本を超える」という思いに変貌し、十五夜組と共謀して半数の組を率いて月輪会を脱退、”野江谷派”を組織する。孤月組には幾度となく煮え湯を飲まされて目の敵にしているが、ロケマサを素直に認めて飲みに出かけることもあるなど器量も高いため、周りからは「考えは違えど本物の極道」と称される。月輪会を割って宮本と立場的には敵対しているが、彼のことは「本物のカリスマ」「彼には勝てない」と称賛して尊敬している。野心が強く冷酷だが、昔からの弟分である大路と後藤田、若頭の串田の死を嘆いたりするなど人情味のある一面もある。
月輪会及びはぐれ者との三つ巴の抗争の末に別所達や十五夜組を失い、若頭の串田も消されたことで子分達からも見捨てられて孤立してしまう。宮本に引退あるいは徹底抗戦を迫られ、最後の意地として単身で宮本襲撃に繰り出すもジイの通報で警察からは予めマークされていたため追い詰められてしまい、成り行きで県警の佐藤を負傷させて人質に取る。その際に警察や多数の野次馬に囲まれてしまい、狼狽えて醜態を晒していたところをたまたま居合わせたロケマサに嘲笑されたことで正気を取り戻す。ヤクザを忌み嫌う佐藤ら警察や野次馬達に「裏の世界でしか生きていけない者の受け皿、悪党を抑えつける存在」としてヤクザの必要性や矜持を主張した後に「ヤクザ、バンザイ」と言い残して自分の頭を撃ち抜いて死亡した。なお、一連の出来事は世間に対しては「ヤクザによる凶暴でおぞましい事件」とされたが、月輪会だけでなく天豪会や無双山一家といった全国のヤクザ達からはその散り際を称賛され、ロケマサも「お見事」と賛辞を送った。
『外伝』でも登場し、若い時は北九州で1番勢いがあった「松の字組」に所属しており、同世代の若手の中では1番有名だった。天豪会との盃外交を進める上役に反発し、その時に宮本と出会うも真っ向から敵対して対決するも完敗。その後もリベンジしたが再び完敗し、上役が盃外交に苦戦していたことで宮本に全てを賭け、彼の下についた。他の『外伝』エピソードでも登場し、若くして孤月組を継いだことで周囲からの反発が大きかった渡瀬を庇いつつも孤月組のシノギを掠めとっている。
串田旭（くしだ あきら）
月暈組若頭。
野江谷の右腕として組をまとめあげ、下柳と共に「月暈組の飛車角」と称される武闘派。野江谷のことは心から慕っており、野江谷も彼のことは絶対の信頼を置いている。既婚者。抗争で別所達や十五夜組、身内を失った野江谷に最後まで付き従い、挽回しようと動いていたが安部山に拉致されてしまう。最期の選択として野江谷を裏切るように投げかけられるも「ナメるなクソブタ」と拒否し、殺害された。
下柳一茂（しもやなぎ かずしげ）
月暈組筆頭幹部。
武闘派の月暈組の中でも随一のイケイケで「月暈組の特攻隊長」の異名を持つ筋骨隆々な男。過去に乗っていた車ごと爆破されても死ななかったほど身体も頑丈で、全身に無数の傷跡がある。孤月組との抗争で「喧嘩しか能がない自分達は抗争で結果を出すしかない」として金田と激闘を繰り広げる。当初はタフネスと剛腕で優位に立つもロケマサの叱咤を受けた金田に逆転されて敗北した。その後もゲンコに完敗して両脚を折られた挙句、彼には「カッコだけ」と酷評されるなど噛ませ犬になることが多い。最期は療養中に乗り込んできた若林に銃殺された。
ジイ（仮称）
月暈組部屋住みの老人。本名不明。
顔に大きな切り傷が複数あり、両手の指も何本か欠けている。野江谷のことは尊敬しており、野江谷も彼のことは大切に思っている。抗争の末に孤立した野江谷が自身に組の財産を託したことで、彼が死のうとしていることを察するも「野江谷には生きていてほしい」という思いから警察に通報し、彼の散り際に水を差したことのケジメとして自ら指を詰めた。
遠藤（えんどう）
月暈組の暗殺部隊のリーダー格である若者。
串田の指示で孤月組事務所を爆破しようとするも槙原と南原に捕まって殺害された。普段から派手な生活をしていたらしく、槙原からは「闇に潜む人間としてお粗末」と酷評された。

#### 執行部 月光組
野口剛（のぐち つよし）
五代目月輪会執行部 兼 風紀委員長 直参 月光組組長。
「掟の番人」と呼ばれ、彼の決定には宮本ですら異論を唱えないと言われている。規律にかなり厳しく、いつも横紙破りをするロケマサ達に頭を悩まされることもあるが、本質的には彼らのようなイケイケが大好きなため便宜を図ることも多い。本人曰く「男の罰は昔からゲンコツ」とのことでロケマサ達からは「えげつない拳」と言われる威力の持ち主。月白組と揉めたロケマサとチャカシンへの罰としてゲンコツを与えた後に十五夜組の監視役を命じる。それでも証拠を残さない彼らに業を煮やし、徹底的に洗い出すも結果的に野江谷派の脱退を招いてしまい、十五夜組のヒットマンに襲われて重傷を負う。その後は退院したが自身の不在時に抗争が泥沼化していたことを受け、はぐれ者達に会に復帰するように呼びかけたが拒否される。ロケマサに対して彼らのやり方を批判するも「理想論だけではやっていけない」「上の人間が掲げた理想の下には多数の犠牲がある」と反論された。月輪会復帰後は安部山に従い、宮本が釈放されてからは彼に従って抗争終結を見届けた。
『第2章』でも風紀委員長として登場する。
『外伝』でも登場し、若い時は「富三郎一家」という組の若手筆頭として活動していた。自分より歳下にも関わらず有名な宮本を目の敵にして対決を申し込むも完敗。安部山を除いて最初に彼の下についたことが語られた。他のエピソードにもしばしば登場する。

#### 執行部 朔組
組員の数は10名程しかおらず、約半数が現在は刑務所に収監されているが、個々の結束と実力は高い。
三船達也（みふね たつや）
五代目月輪会執行部 直参 朔組組長。
執行部入りの条件として「イケイケしか認めない」と公言するほどで、野江谷相手にも一歩も引かないなど武闘派な性格。そのため、ロケマサ達孤月組とも仲が良く、本人も彼らに目をかけている。月輪会と宮本の任侠道を真っ先に守るものとして認識しており、それらに泥を塗る者には一切容赦せず始末するなど冷酷な一面もあるが、本質的には子分の死を嘆いたり兄弟分のためを思う優しい男。宮本が逮捕されて分裂した月輪会の現状を目の当たりにし、会よりも宮本の任侠道を優先して孤月組と華月組を引き連れて月輪会を脱退し、はぐれ者のまとめ役となる。
抗争では暗殺など裏方の分野を請け負い、抗争終結に貢献するもその過程で若林ら子分達を失ったこと、大きな抗争を終えて燃え尽きたことを受け、野口に説得されるも月輪組への復帰を辞退し、孤月組や華月組の責任を全て被る形で引退した。なお、刑務所にいる組員達のために組と財産は残した模様。
『外伝』では沖仲仕として 「三船組」を率いて港の荷役に従事していた。野口からは「博徒とは一味違う」と称され、宮本と接触する。同時期に仕事を奪い取る松の字組と対立しており、初めは宮本を試すつもりだったが、彼がその先に見据えているものを感じ取り、忠誠を誓った。
若林俊常（わかばやし としつね）
朔組若頭で組長代行も務める。
ロケマサ達の少し先輩で若い時に本部の当番で一緒になり、その時に鬱陶しい上役を叩き潰したことで彼とチャカシンからは親しみをこめて「トシ兄ちゃん」と呼ばれている。三船に恭順の姿勢を見せ、忠誠心は高い。立場的にロケマサ達よりは常識的な性格だが、前述の通り上役にも喧嘩を売ったこともあるなど彼らとは似ている部分もある。朔組が月輪会を抜けてはぐれ者として活動を始めてからは暗殺に従事し、人を殺す苦しみに悩まされて薬物に逃げたこともあるが、金田と腹を割って話してからは控えるようになった。ロケマサ達にも「人を殺すことに疲れた」と吐露し、抗争が終わったら引退するつもりだったがドムに呼び出されて致命傷を負い、2人ほど道連れにするも力尽き、最期の意地として前のめりに倒れてその生涯を閉じた。
『外伝』では実の両親にすら愛されなかった少年時代を過ごしていたが、そんな彼に初めて優しく接してくれたのが三船だったことから彼を父親のように尊敬していると語っていた。

#### 執行部 暁月組
別所定利（べっしょ さだとし）
五代目月輪会執行部 直参 暁月組組長。
「外道になってでも腹いっぱいの金が欲しい」と主張するなど金銭欲が強いが、親分らしく目の前で人が殺されても動じない胆力も持つ。十五夜組のビジネスに不満はあるものの彼らのやり方には賛同し、野江谷に従って月輪会を脱退、野江谷派のナンバー2となる。大路と後藤田が殺され、野江谷も表立って動けなくなったことで彼から期待を寄せられ、焚き付けられる形で抗争の先頭に立つが、ロケマサ達やゲンコに完膚なきまでに叩き潰された。その後は腰が引けてしまい、戦意喪失したとのこと。
『外伝』でも度々登場し、渡瀬が孤月組を継いだばかりの時は暁月組の若頭を務めていたほか、若い時は「関門組」という組に属していたが、安部山に縄張りを蹂躙されてぶちのめされていた。

#### 執行部 月見組
大路保宏（おおじ やすひろ）
五代目月輪会執行部 直参 月見組組長。
月輪会の最高幹部であるが、孫からは「じぃじ」と慕われ、「唯一の楽しみ」として溺愛する優しい祖父としての一面もある。後藤田や別所と仲が良く、野江谷のことは昔から慕っている模様。野江谷と十五夜組に賛同し、野江谷派として月輪会を脱退する。その後は孫の誕生日を祝っている時に槙原に呼び出されたことで自身の死を悟り、孫に「たくさん勉強して偉くなれ、間違っても自分みたいな大人になるな」と言い残し、槙原に殺害された後は失踪として処理された。野江谷も彼の死を嘆いていた。
瀬川（せがわ）
『外伝』に登場した月見組組員。
悦子（えつこ）という女性を食い物にしていたが、そこにたまたま居合わせたロケマサに潰され、彼が悦子を強引に妻にしたことで慰謝料を請求されるも姿を消した。その後も偽ブランド品の売人として北九州で取引していたが、孤月組に捕まって500万円を没収された。なお、ロケマサは「既に半分貰った」と嘘をつき、慰謝料を全額悦子に渡した。

#### 執行部 無月組
後藤田正一（ごとうだ せいいち）
五代目月輪会執行部 直参 無月組組長。
大路や別所と仲が良く、野江谷のことは昔から慕っている模様。野江谷と十五夜組に賛同し、野江谷派として月輪会を脱退するが、愛人と思われる女性とマンションで過ごしていたところを槙原に女性諸共殺害され、失踪として処理された。野江谷も彼の死を嘆いていた。

#### 執行部 淡月組
淡口和友（あわぐち かずとも）
五代目月輪会執行部 直参 淡月組組長。
野江谷のことを多少は慕っているものの、気が弱く根性も無いため、彼からは「根性無し」と馬鹿にされているほか別所達からも軽く見られている。野江谷達が月輪会を脱退する時は踏み出せずに会に残ったため、彼らからは呆れられていたが、実際はスパイとして月輪会の動向を野江谷達に流していた。しかし、その動向を槙原に握られ、彼が下手を打ったことによる「姿を消す前の最後の仕事」として白昼堂々殺害された。なお、会に残った面子とは考えの違いから話が合わないため、居心地の悪さを感じていた。

#### 執行部 月白組
白川貴明（しらかわ たかあき）
五代目月輪会執行部 直参 月白組組長。
上下関係に厳しい性格で、上役にも噛み付くロケマサ達を嫌っている。自身の子分でロケマサ達との同級生でもあるススムが起こした事件を巡って彼らと対立するようになったが、「内輪の問題なので波風を立てることではない」と他の執行部の面子に主張していたため、野口からは「いい器量の持ち主」と称される。月輪会の分裂騒動では会に残り、チャカシンと邂逅した際には、会のために動いているなら力を合わせるように打診するも保守的な姿勢を指摘され、護衛を潰された末に完敗したが、彼からは「昔はそれなりに強かったことが分かる」と評された。ジョギングが日課で、護衛達が音を上げるなか平然としていた。
『第2章』でも月白組を率いているほか、月輪組幹事長も兼任している。
三宅進（みやけ すすむ）
月白組幹部でロケマサ、チャカシンとは同級生。
喧嘩が弱く根性もないため、叔父貴分の八代や谷村からはいつも虐められていたが耐え抜いており、優しい性格のため舎弟達には慕われている。ロケマサ達とは親分は違うものの仲が良く、何度か助けられたこともあり、本人も「早く一人前になってロケマサ達に楽をさせたい」と語っていた。現在はその思いを実現して自分の店を持つことができ、店を始動しようとしたところに八代と谷村が現れ、嫌がらせを受けた末にソープランド勤めだった妻を馬鹿にされたことで堪忍袋の緒が切れ、八代を殺害してしまった。直後に開店祝いに来たロケマサによって逃亡の手引きをされ、ゲンコの協力で高飛びの手筈も整った矢先に月白組に捕まり、警察に逮捕された。連行される際にロケマサとチャカシンに感謝と謝罪の言葉を口にしていた。

#### 執行部 風月組
青浜潤二（あおはま じゅんじ）
五代目月輪会執行部 直参 風月組組長。
眼鏡をかけている。月輪会の分裂騒動では白川と共に会に残った。弦月組の佐久間からは「風月のオジキ(青浜)もロケマサを気に入っている」と言われていたが、劇中では絡みは特にない。
『第2章』でも風月組を率いているほか、月輪組総務会長も兼任している。
近藤（こんどう） 田原（たはら）
度々登場する風月組の末端組員の2人組。偽ブランド品の売買をシノギにしているが、ロケマサに因縁をつけられては金を取られている。また、2人とも味噌ラーメン派。

#### 華月組
村松春樹（むらまつ はるき）
五代目月輪会 直参 華月組組長。
金回りが良く、派手な車を乗り回したり女性を侍らせたりしている。ロケマサのファンを公言しており、時折金を払っては彼の喧嘩を見せてもらっている。月輪会の若手の中で最も勢いがあるとされ、「月輪会の昇り龍」とも称されている。本人もこの異名を気に入っていたため、十五夜組の台頭に苛立ちを隠せない武闘派な一面もある。ロケマサは度々金を無心しているが、彼も村松のために命を張れるなど信頼している。月輪会の分裂騒動では宮本の任侠道を守るために朔組、孤月組と共に脱退してはぐれ者を組織し、参謀として活躍する。有効的な作戦を次々と打ち出すためロケマサ達からは「さすが大卒」と褒められていたが、本人曰く中卒の模様。
抗争の末に麻生と小田切を潰すことに成功し、十五夜組から押収した覚醒剤をネタに警察に宮本釈放を持ちかけ、交渉を上手くまとめたことで「抗争終結の裏の立役者」と称された。その後はロケマサに諭されて月輪組に復帰し、若頭に抜擢される。なお、宮本や野口ら幹部からは将来の六代目として見られている。
『外伝』でも登場し、かつてロケマサに挑戦するも敗北。再挑戦はしなかったものの「アンタはいずれ俺の御輿を担ぐ、俺がトップを獲るためにはその腕力が必要」と啖呵を切り、ロケマサも思わず圧倒されて頷いてしまったとのことで、この一件がきっかけで現在の信頼関係を築いた。また、このエピソードの冒頭では作者の同作品である『アーサーGARAGE』の登場人物達とレースをして談笑していたため、この2つの作品は同じ時系列及び世界で、彼らとの会話によると村松は『アーサーGARAGE』に登場した三日月組組長・ムラさんとは同一人物。『本編』開始時の彼の「最近華月組を継いだ」というセリフから三日月組は華月組の下部組織である可能性がある。なお、ロケマサも『アーサーGARAGE』の登場人物達のことを知っている模様。
横田（よこた）
華月組若頭。
大柄で寡黙。ロケマサからは「強いから自分と戦わせろ」と言われているが、本人は困惑している。
ヨシオ
華月組組員。
横田と共に村松を支え、村松も彼に絶対の信頼を置いている。

#### 十五夜組
元々は小規模で穏健派の組織だったが、麻生と小田切が加入してからは急激に経済力を強めるようになる。やがて、野江谷の後ろ盾も得て月輪会の中でも台頭してきたが、その財源は覚せい剤取引などの月輪会では御法度の手段によるもの。
麻生洋助（あそう ようすけ）
五代目月輪会 直参十五夜組若頭→組長。
療養中の井上に代わって小田切と共に組を運営している。元々は東京のワルで桃の白鷺組を潰した張本人。チャカシンからは「そこそこ強いかもしれない」と評されているが、最後まで前線に立つことはなかった。小田切と共に九州に勢力を伸ばすために十五夜組に潜り込み、野江谷の後ろ盾を得て覚せい剤取引などで月輪会の中でも力をつけていた。初めは野江谷を担いで月輪会の掌握を狙っていたが、彼が会を脱退してからは表向きには彼に従うもいずれは九州の悪を束ねるつもりでいた（野江谷もこのことには気づいていた）。月輪会脱退後は十五夜組を解散させ、自身は小田切と共に裏から抗争の手を引き、丈二やドム達を使って抗争を激化させていたが、ドム達が全滅したことで計画は失敗した。
関東都市部の貧困最下層である売春街に生まれ、小田切とはその時からの付き合いで丈二の面倒も見ていた。10代前半の頃に売春宿の大家やその元締めを殺害したことがきっかけで裏の世界に足を踏み入れ、20歳前後で億単位の金を動かしていたことや政治家や官僚などとも取引していたことが判明した。
計画が失敗したことを受けて「ヤクザを侮ったことが失敗の要因」と痛感して巻き返そうとしていたが、ロケマサ達に捕まっていた丈二に裏切られた。最期は命乞いをしていた小田切と異なり自身の死をあっさりと受け入れ、桃に「さっさと撃てよ」と挑発しながら銃殺された。
小田切学（おだぎり まなぶ）
十五夜組本部長→若頭。
療養中の井上に代わって麻生と共に組を運営している。麻生以上に用心深いため簡単には証拠を残さない。物腰は柔らかいが、実際は執念深くて残忍な性格で、自分をコケにしたロケマサとチャカシンを恨んでおり、特に自身をぶちのめしたチャカシンのことは「いつか必ず殺す」とまで憎んでいる。元々は東京のワルで桃の白鷺組を潰した張本人。麻生と共に九州に勢力を伸ばすために十五夜組に潜り込み、野江谷の後ろ盾を得て覚せい剤取引などで月輪会の中でも力をつけていた。初めは野江谷を担いで月輪会の掌握を狙っており、彼が会を脱退してからも表向きには彼に従っていたが、いずれは九州の悪を束ねるつもりでいた（野江谷もこのことには気づいていた）。月輪会脱退後は十五夜組を解散させ、自身は麻生と共に裏から抗争の手を引き、丈二やドム達を使って抗争を激化させていたが、ドム達が全滅したことで計画は失敗した。
関東都市部の貧困最下層である売春街に生まれ、麻生とはその時からの付き合いで丈二の面倒も見ていた。10代前半の頃に売春宿の大家やその元締めを殺害したことがきっかけで裏の世界に足を踏み入れ、20歳前後で億単位の金を動かしていたことや政治家や官僚などとも取引していたことが判明した。
計画が失敗したことを受けて「ヤクザを侮ったことが失敗の要因」と痛感し、巻き返そうとしていたがロケマサ達に捕まった丈二に裏切られた。最期は桃に対して命乞いをしていたが麻生に諭されて観念し、銃殺された。
井上（いのうえ）
十五夜組先代組長で元・月輪会本家相談役。
周りによると、昔気質で穏健派な性格だったらしい。麻生と小田切から接触を受け、彼らの本性を知らないまま組に入れ、自身は高齢のため実質的な運営をさせていた。表向きには病死したことになっているが、実際は麻生と小田切に毒を盛られ続けて殺害されていた。
杉田丈二（すぎた じょうじ）
正式な十五夜組の組員ではないが、旧十五夜組実行部隊のリーダー。麻生と小田切の腹心として彼らの計画を実行している。冷酷非情な性格で部下であろうと容赦なく殺害し、槙原を早い段階から警戒するなど勘も鋭い。幼少期から親交があった麻生と小田切には忠誠を誓っているが、自分の命を最優先に考えている。ドム達を使って抗争を激化させていたが、彼らがロケマサ達に全滅させられた上にその様子を隠れて見ていたところをタツオ達に捕らえられる。その後は助命と引き換えに麻生と小田切の情報をロケマサ達に話し、2人のもとへ手引きしてその場から姿を消した。最後は恩人である2人を売ってまで生き延びたことに喜んでいたが、その目には涙が浮かんでいた。
橋田ドミニク（はしだ どみにく）
杉田の部下で、皆からは「ドム」と呼ばれている。かなり大柄な体格の持ち主で喧嘩がとても強く、相手を躊躇なく殺害する冷酷さも併せ持っているが、実弟であるカイとセーヤのことは大切に思っている。杉田の指示で北九州に訪れ、力で現地の不良達を支配して抗争を激化させる。若林を殺害したことでロケマサ達の怒りを買い、彼らと本格的に対立する。その後は関東から仲間の不良達を呼び寄せ、足取りは掴ませずに月輪会の事務所などを襲っていたが、速水が捕まえた旧十五夜組の組員の情報から居場所を暴かれ、そこに乗り込んできたロケマサ達孤月組、ゲンコ、速水と乱戦になる。仲間の不良達が彼らに蹂躙されるなか、自身はロケマサと一騎討ちを行い、当初はラッシュを仕掛けるもゲンコと速水からは「所詮はシロートのガキ」と酷評され、ロケマサに手も足も出ずに敗北した。最期は弟達の助命を頼み、ロケマサがそれを了承したことで安堵の涙を流したところをチャカシンに殺されたが、その後に現れた丈二によって弟達は殺されてしまった。

#### 秋月組
坂井秋生（さかい あきお）
五代目月輪会会長秘書 直参 秋月組組長。
宮本の代理として北九州に訪れた天豪会の城嶋を接待したが、彼の気迫に呑まれて弱腰になっていたため、ロケマサからは「弱腰外交なら会長秘書なんて辞めてしまえ」と一喝された。月輪会の分裂騒動では野江谷派に属す。別所がロケマサらに叩きのめされると、戦意を完全喪失し土下座のうえ降参宣言するもののチャカシンから蹴り飛ばされた挙げ句に罵倒され、叩きのめされた。

#### 弦月組
時定がかつて所属していた組。
小田和正（おだ かずまさ）
五代目月輪会 直参 弦月組組長。
小物な性格でちょっとした事で喚き散らし、時定の一件で自身に恥をかかせたロケマサ達孤月組を憎んでいるため、子分達からは嫌われている。月輪会の分裂騒動では野江谷派に属して会を脱退するが、はぐれ者に煮え湯を飲まされ続けている野江谷のことも舐めているため、別所の下につく。最期は槙原に呼び出されて殺害された。
佐久間良太（さくま りょうた）
弦月組若頭。
小田と異なり身内思いの優しい性格で組員達からは慕われているほか、組を抜けた時定のことも気にかけていた。時定の一件ではゴネる小田に代わって話をまとめるも組の面子のためにロケマサに立ち向かい、敗北した。最期は組員達を全員逃がし、自身は渡瀬を殺そうと動くも槙原に捕まって殺害された。
登場初期は太っていたが、再登場時は少し痩せていた。

#### 月之八組
月白組の傘下組織。
八代英太（やしろ えいた）
白川の舎弟で月之八組組長。
嫌味な性格でススムをいつも虐めていたが、彼の妻を馬鹿にしたことに激怒したススムに殺害された。
谷村（たにむら）
月之八組若頭で月白組役員。
八代と共にススムを虐めていたが、八代を殺害したススムに恐れをなして逃げていった。「虎の威を借る狐」の如く白川といる時には強気になるが、ロケマサには馬鹿にされているほか「谷なんとか」と軽んじられている。

#### 弄月組
月輪会の傘下組織。

#### 月毛組
淡月組の傘下組織。

### 関西天豪会
関西を拠点とする日本最大の極道組織。

#### 城光組
武闘派組織の天豪会の中でも随一の武闘派で「殺戮集団」とも呼ばれている。
城嶋光一（じょうしま こういち）
関西天豪会本部長 直参 城光組組長。
天豪会のナンバー3として外部にも名を轟かす大幹部で「殺戮集団」の城光組を率いている。物腰は柔らかいが、かなりの気迫の持ち主。本質的には武闘派のため、ロケマサやゲンコのような男が大好きだが「極道として成り上がるためには交渉力が不可欠」とゲンコに説いたとのこと。そのため、相手を掌握した上で交渉することが得意。現在は還暦を過ぎているが、実力はまだまだ健在でロケマサに「還暦過ぎてそんなパンチが打てるか」と称される剛腕の持ち主。
『第2章』でも登場し、ゲンコに"北陸の番長"なる存在を教えた。
『外伝』でも登場し、若い頃は当時の天豪会本部長の護衛を務めていた。この時からかなりの実力の持ち主だった。
平山元（ひらやま げん）
城光組若頭補佐。
「日本一の喧嘩太郎」を自称し、通称「ゲンコ」。36歳。ロケマサと同等クラスの体格の持ち主で喧嘩の強さも彼や速水と並ぶレベル。力技のほか、裏拳に似た技や鉄槌打ちも使用する。城嶋からロケマサの話を聞いて北九州に訪れ、彼とは2度激闘を繰り広げて敗北したが、ロケマサには「昔の自分なら勝てなかったかもしれない」と称された。その後はロケマサの事は表向きには嫌っているものの本質的には似ており、協力関係になることも少なくない。月輪会の分裂騒動ではロケマサの客分として抗争に参戦する。城嶋からは「天豪会の宝」と称され、一声で多くの男達を集めるなどロケマサと異なり人望もある。
『第2章』にも登場し、"天豪会本家直轄 半グレ対策委員長"として新たな犯罪集団"いろんなヤツ"への対策に追われている。天豪会の地盤固めの一環と城嶋から"北陸の番長"なる存在を聞き、金沢に拠点を置く同じ天豪会系の河北組へ訪れる。
ヤス
城光組組員でゲンコの舎弟。
「ゲンコは日本一でないといけない」と思っており、ロケマサ達と接触する彼に苦言を呈することもあるが、ゲンコのことは慕っている。相手を躊躇なく刺し、撃ったりするなど冷酷さも併せ持っている。タツオとはライバルで決着らしい決着はついていない。
『第2章』でも登場し、ゲンコと共に行動している。ゲンコが交渉で不利になった時はフォローにまわるなど頭の回転も速く、機転にも優れている。
城嶋の護衛（仮称）
城光組組員で城嶋の護衛。
月輪会の坂井の接待を受けた際には彼をバカにし続け、ジョークだとふざけていた。城嶋が「余興」としてロケマサと戦わせ、彼からは「筋が良い」と称賛されるも完敗し、ゲンコから制裁を受けた。
『第2章』でも少し登場する。

#### 河北組
『第2章』で登場した金沢に拠点を置く組。
坂野賢一（さかの けんいち）
関西天豪会北陸地方長 直参 河北組組長。
天豪会の幹部で城嶋とは兄弟分。一本筋を通すことで知られているが、それだけによその人間に対して警戒することもあり、その考えは天豪会本家に対しても変わらない。そのため、過去に本家から関西で直参として組を持つように打診されるも断ったらしい。本家の使者として訪れたゲンコに対して「具体的な対策を言えないなら帰ってくれ」と言い放つもヤスのフォローを受けて謝罪し、"いろんなヤツ"対策を協力しながら考える結論を出した。
腕っ節はかなりのものだったらしく、かつては金沢でも有名だった模様。
反町（そりまち）
河北組組員。
ゲンコの案内人を務める。

#### 劔組
『第2章』で登場した富山の組。組員は20人程度の小規模の組だが、北陸屈指の武闘派集団。
長谷川大（はせがわ だい）
関西天豪会 直参 劔組組長。
柳田長治（やなぎだ ちょうじ）
劔組幹部。
「北陸の番長」と呼ばれるほどの腕っ節を持っている。幼少期から暴れており、県内でその名を知らない者はいないとまで言われていた。かつて大手組織が殆ど進出していなかった北陸において、関東の大手組織・大桜流会が進出してきた際は「1ヶ月で追い出す」と宣言し、瞬く間に大桜流会の幹部5人などを殺害して追い出した。その功績を評価した本家から直参として組を持つように言われたが、あくまでも劔組の組員として残る道を選んだ。タイマンでゲンコを撃破。その後、ロケマサに敗れる。

#### 嬉多組
『第2章』で登場した福井の組。
晴美英樹（はるみ ひでき）
関西天豪会 直参 嬉多組組長。

### 関東無双山一家
関東最大の極道組織。桃がかつて所属していた白鷺組とは友好的な関係だった。

#### 鷹十組
速水邦光（はやみ くにみつ）
関東無双山一家 直参鷹十組本部長→若頭（『第2章』から）で桃の兄貴分。
劇中では「速水」としか呼ばれないが、病室の表札及び紹介文でフルネームが明らかになる。ロケマサと同い歳だが学年は1つ下。彼やゲンコと並んで作中最強クラスの実力者。桃や周り曰く「東日本最強の男」で、ドムをはじめとする関東の有名な不良達からも恐れられている。喧嘩スタイルはロケマサやゲンコのような力技のみで押すタイプとは異なり、ガードや肘打ちなども駆使するクレバーな技巧派。桃から話を聞いて東京に乗り込んできたロケマサと戦い、同時に彼のもとを訪れていたゲンコとは決着がつかなかったもののロケマサには激闘の末に敗れ、桃のことを託した。
ロケマサと異なり飄々としており、威張らないタイプのため周りからは慕われているが、根っこの部分は彼と似ている。月輪会分裂騒動の黒幕でもある麻生と小田切が桃の仇であることと東京の悪という理由から「東京の悪は東京のヤクザが退治するのが筋」として北九州に訪れ、ロケマサの客分として参戦する。
『第2章』でも登場し、全国各地を旅する桃と共に"いろんなヤツ"の実態を探っている。

### 関東大桜流会
『第2章』で回想時に登場。無双山一家と双璧をなすほどの関東屈指の極道組織で、当時殆ど大手組織が進出していなかった北陸に勢力を拡大しようとしたが、劔組の柳田によって幹部5人などを殺害される痛手を負い、北陸の8割を天豪会が支配することで手打ちとなった。

### 警察
佐藤一（さとう はじめ）
福岡県警 組織犯罪対策部暴力団対策課 特別捜査係長で階級は警部補。
ヤクザを「完全悪」と憎んでおり、「彼らに人権なんて必要ない」として強引な捜査をするため、ヤクザや一般市民、同僚問わず恐れられているが、自分に物怖じしない月輪会の最高幹部達や孤月組のことは認めている部分も少しある。ロケマサの攻撃をいなして急所に一撃を叩き込み、投げ飛ばすなど実力も高い。激化する月輪会の抗争でも事あるごとに捜査や摘発を行い、その度にヤクザに対する憎しみを口にしており、「いっそのこと山奥で殺し合って動物のエサになれ」とまで吐き捨てた。
抗争の終盤では月暈組のジイの通報を受けて野江谷を捕らえるように命令が下されたが、彼個人は容赦なく射殺しようとしていた。しかし、野江谷に撃たれて重傷を負い、人質となってしまう。その時もヤクザに対する憎しみを口にしていたが、野江谷からは「何様のつもりだ」と吐き捨てられて殺されそうになっていた。最終的には野江谷が自殺した事で逮捕には失敗したため悔しそうな表情をしており、治療のために病院に運ばれたことが語られた。
『外伝』でも登場する。昔から善人ぶる悪が嫌いで仕方なかったことを明かし、自分の正義を追い求めているうちに現在の人物像が築き上げられたことを語った。
高田（たかだ）
佐藤の部下で階級は巡査部長。
マル暴の人間なだけあって保守的な上層部を「腑抜け」と蔑む描写もあるが、比較的常識的な性格。そのため佐藤を諌めることもあるが、彼の気迫に圧されることが多い。月輪会の抗争でも佐藤と行動をともにしており、彼が野江谷に負傷させられた時は自身も撃たれてしまった。その後は治療のために病院に運ばれたことが語られた。
『外伝』でも佐藤と共に登場する。ヤクザを人間以下として扱う彼のやり方に疑問を抱き、その考えを持つに至った経緯を尋ねたが、その答えを聞いて何も言えなかった。

### その他
吉村（よしむら）志田（しだ）
ロケマサの飲み友達である二人組の中年男性。小柄で帽子を被っている方が吉村で志田は「志田医院」を経営しており、ロケマサ達を治療することもある。ロケマサとは憎まれ口を叩く仲だが「青空兄弟」と呼び合うなど何だかんだ気が合う模様。ロケマサの過去のことも多少は知っており、タツオ達や桃に彼のことを教えることもあるなど仲良くなった。
カズ 鉄太（てった）
地元の高校生二人組。金髪の長髪がカズで鶏冠のような髪型をしているのが鉄太。幼い頃からロケマサ達と親交があり、彼らに強引に付き合わされることを嫌がっているが、腐れ縁のような関係。不良のような格好だが傍若無人なロケマサ達に付き合わされているからか常識的な性格。しかし、桃が”借りてきた”スズキ・GS400Eを見て興奮するなど年相応な一面もある。タツオのことは初めは軽く見ていたもののレオとの間に入ってくれてからは彼に対する態度を改めたが、「あまりヤクザに染まらないで欲しい」と言っている。レオとも後に和解したようで、時定とも多少の交流はある。

## 制作背景
「他とは違うものにしたい」と考えていたたーしは、「自分の周りにこういう人がいたら嫌だな」という人物を構想したら、ロケマサになったという。たーしは『じゃりン子チエ』のテツが好きで、ロケマサはテツをオマージュにしている。
たーしによると、セリフについては実際にヤクザが使っている言葉ではなく、「それっぽく」しているだけである。「バケツいっぱい」など妻が言った言葉を作中に使用しているという。

## 書誌情報

### 単行本
- たーし『ドンケツ』少年画報社〈ヤングキングコミックス〉、全28巻
  1. 2011年9月26日発売[15]、ISBN 978-4-7859-3704-1
  2. 2011年12月26日発売[16]、ISBN 978-4-7859-3757-7
  3. 2012年3月26日発売[17]、ISBN 978-4-7859-3809-3
  4. 2012年8月11日発売[18]、ISBN 978-4-7859-3897-0
  5. 2012年12月10日発売[19]、ISBN 978-4-7859-3980-9
  6. 2013年5月13日発売[20]、ISBN 978-4-7859-5022-4
  7. 2013年7月22日発売[21]、ISBN 978-4-7859-5089-7
  8. 2013年11月25日発売[22]、ISBN 978-4-7859-5168-9
  9. 2014年3月10日発売[23]、ISBN 978-4-7859-5237-2
  10. 2014年7月28日発売[24]、ISBN 978-4-7859-5344-7
  11. 2014年9月22日発売[25]、ISBN 978-4-7859-5383-6
  12. 2014年12月22日発売[26]、ISBN 978-4-7859-5451-2
  13. 2015年4月27日発売[27]、ISBN 978-4-7859-5530-4
  14. 2015年6月22日発売[28]、ISBN 978-4-7859-5569-4
  15. 2015年9月28日発売[29]、ISBN 978-4-7859-5626-4
  16. 2015年12月28日発売[30]、ISBN 978-4-7859-5688-2
  17. 2016年5月23日発売[31]、ISBN 978-4-7859-5744-5
  18. 2016年7月25日発売[32]、ISBN 978-4-7859-5821-3
  19. 2016年10月24日発売[33]、ISBN 978-4-7859-5886-2
  20. 2017年4月10日発売[34]、ISBN 978-4-7859-5987-6
  21. 2017年5月22日発売[35]、ISBN 978-4-7859-6015-5
  22. 2017年7月24日発売[36]、ISBN 978-4-7859-6041-4
  23. 2017年11月27日発売[37]、ISBN 978-4-7859-6120-6
  24. 2017年12月25日発売[38]、ISBN 978-4-7859-6140-4
  25. 2018年4月23日発売[39]、ISBN 978-4-7859-6195-4
  26. 2018年7月23日発売[40]、ISBN 978-4-7859-6246-3
  27. 2018年11月26日発売[41]、ISBN 978-4-7859-6334-7
  28. 2019年2月25日発売[42]、ISBN 978-4-7859-6383-5

- たーし『ドンケツ 第2章』少年画報社〈ヤングキングコミックス〉、既刊14巻（2025年3月24日現在）
  1. 2019年10月28日発売[43]、ISBN 978-4-7859-6550-1
  2. 2020年2月25日発売[44]、ISBN 978-4-7859-6611-9
  3. 2020年6月22日発売[45]、ISBN 978-4-7859-6695-9
  4. 2020年12月26日発売[46]、ISBN 978-4-7859-6829-8
  5. 2021年2月22日発売[47]、ISBN 978-4-7859-6861-8
  6. 2021年6月28日発売[48]、ISBN 978-4-7859-6934-9
  7. 2021年10月25日発売[49]、ISBN 978-4-7859-7016-1
  8. 2022年2月28日発売[50]、ISBN 978-4-7859-7084-0
  9. 2022年8月22日発売[51]、ISBN 978-4-7859-7208-0
  10. 2023年2月27日発売[52]、ISBN 978-4-7859-7327-8
  11. 2023年6月26日発売[53]、ISBN 978-4-7859-7422-0
  12. 2023年11月27日発売[54]、ISBN 978-4-7859-7534-0
  13. 2024年11月25日発売[55]、ISBN 978-4-7859-7813-6
  14. 2025年3月24日発売[56]、ISBN 978-4-7859-7894-5

- たーし『ドンケツ外伝』少年画報社〈ヤングキングコミックス〉、既刊8巻（2024年10月28日現在）
  1. 2014年2月24日発売[57]、ISBN 978-4-7859-5227-3
  2. 2015年5月25日発売[58]、ISBN 978-4-7859-5551-9
  3. 2016年8月22日発売[59]、ISBN 978-4-7859-5846-6
  4. 2018年9月25日発売[60]、ISBN 978-4-7859-6290-6
  5. 2019年8月26日発売[61]、ISBN 978-4-7859-6479-5
  6. 2020年9月28日発売[62]、ISBN 978-4-7859-6755-0
  7. 2022年6月27日発売[63]、ISBN 978-4-7859-7161-8
  8. 2024年10月28日発売[64]、ISBN 978-4-7859-7790-0

- たーし（原作）・染春（漫画）『ビリケツ』〈ヤングキングコミックス〉、全2巻
  1. 2020年12月26日発売[65]、ISBN 978-4-7859-6830-4
  2. 2021年6月28日発売[66]、ISBN 978-4-7859-6935-6

### 廉価版
- たーし『ドンケツ』少年画報社〈YKベスト〉、既刊3巻（2021年12月27日現在）
  1. 「泥沼抗争編」2018年8月27日発売[67]、ISBN 978-4-7859-6271-5
  2. 「ヤクザの喧嘩編」2020年7月27日発売[68]、ISBN 978-4-7859-6718-5
  3. 「浪速の喧嘩太郎編」2021年12月27日発売[69]、ISBN 978-4-7859-6939-4

- たーし『ドンケツ外伝』少年画報社〈YKベスト〉、既刊1巻（2023年10月23日現在）
  1. 「はぐれ者の流儀」2023年10月23日発売[70]、ISBN 978-4-7859-7517-3

## 配信ドラマ
2025年4月25日にDMM TVにて独占配信。主演は伊藤英明。

### キャスト
- 月輪会孤月組組員 沢田政寿（ロケマサ） - 伊藤英明
- 月輪会孤月組組員 山倉慎之助（チャカシン） - 金子ノブアキ[73]
- 月輪会孤月組若頭 金田寛乙 - 青柳翔[73]
- マサの私的子分 内村タツオ - 葉山奨之[73]
- 月輪会華月組組長 村松春樹 - 眞島秀和[73]
- 月輪会孤月組組長 渡瀬大志 - 寺島進[73]
- 北九州中央警察署 刑事 佐藤一：安田顕[74]
- 関東無双山一家鷹十組預かり 相場桃次郎：今井翼[74]
- 関西天豪会城光組若頭補佐 平山元（ゲンコ）：久保田悠来[74]
- 月輪会十五夜組 影の実行部隊リーダー 杉田丈二：早乙女太一[74]
- 月輪会十五夜組組長 麻生洋助：浅香航大[74]
- 月輪会十五夜組若頭 小田切学：横山涼[74]
- 月輪会執行部月暈組組長 野江谷英一：柳葉敏郎[75]（特別出演）
- 月輪会月白組幹部 三宅進：三宅健[76]
- 朔組若頭・ 組長代行 若林俊常：高橋克典[77]
- 藤野：真壁刀義[77]

### スタッフ
- 原作 - たーし『ドンケツ』[72]
- 監督 - 水田伸生[72]
- 脚本 - 大石哲也[77]
- 音楽 - 平野義久[77]
- 主題歌 - 氣志團「汚れなきクソ野郎ども」[78]

## 関連リンク
- 少年画報社ヤングキング『ドンケツ』『ドンケツ第2章』『ドンケツ外伝』（たーし）：既刊一覧https://www.shonengahosha.co.jp/book_Search.php
- バケツいっぱい歳食っとるくせしやがって…『ドンケツ』シリーズ作者・たーし先生独特のセリフ回しはどこから来ている？｜川島・山内のマンガ沼web - マンバ
- 『ドンケツ』たーし先生に聞く「マンガを描く7つ道具」｜川島・山内のマンガ沼web - マンバ